# همسایه‌ها (مجموعه تلویزیونی ۱۳۷۲)
همسایه‌ها نام یک مجموعهٔ تلویزیونی به کارگردانی حسن فتحی است که در سال ۱۳۷۲ تولید و در ماه رمضان همان سال از شبکه ۱ پخش گردید. این مجموعه دومین مجموعه مناسبتی سیما بعد از میهمان می‌باشد. کامران ملک مطیعی کارگردان تلویزیونی این مجموعه بوده است.

## خلاصه داستان
داستان این مجموعه تلویزیونی دربارهٔ چندین خانواده و همسایه است که همگی در یک محله زندگی می‌کنند و در هر قسمت برای هریک مشکلات و مسائلی پیش می‌آید که در نهایت با همفکری و همیاری سایر همسایه‌ها، آن مشکل برطرف می‌شود.

## بازیگران و عوامل تولید

### بازیگران
- بیوک میرزایی
- شهلا ریاحی
- فریبا متخصص
- زهرا سعیدی
- کتایون ریاحی
- مریم معترف
- شهرزاد عبدحق
- حسین کسری
- داریوش موفق
- بهمن نجف‌زاده
- خسرو فرخزادی
- کامران ملک مطیعی
- سید حسن حسینیان در نقش مراد نفتی

### عوامل تولید
- کارگردان: حسن فتحی
- فیلمنامه: مجید نظری‌نسب
- مدیر تصویربرداری : رامین وکیلی
- تدوین: علی زمردی
- تهیه‌کننده: اسماعیل عفیفه
- تعداد قسمتها: ۲۶ قسمت
- مدت زمان: ۵۲۰ دقیقه
- محصول: شبکه ۱
- سال تولید: ۱۳۷۲